# Virtus Juventusque
Virtus Juventusque – włoski klub piłkarski, mający swoją siedzibę w mieście Livorno, na zachodzie kraju.

## Historia
Chronologia nazw:
- 1905: Virtus Juventusque
- 1915: US Livorno – po fuzji z Spes Livorno

Piłkarski klub Virtus Juventusque został założony w Livorno w 1905 roku. W sezonie 1906 zespół startował w rozgrywkach Seconda Categoria. W następnym roku dotarł do finału Seconda Categoria, ale już po pierwszej porażce z Pro Vercelli, postanowił zawiesić działalność. Dopiero w 1910 został reaktywowany i brał udział w rozgrywkach grupy livornese Terza Categoria. W sezonie 1912/13 debiutował w Prima Categoria. Najpierw zajął pierwsze miejsce w Sezione toscana, a potem przegrał w barażach z S.S. Lazio w półfinale strefy środkowych Włoch. W sezonie 1913/14 był trzecim w Sezione toscana i nie zakwalifikował się do półfinału. W następnym sezonie zajął 6.miejsce w Sezione toscana, po czym 14 lutego 1915 roku połączył się z Spes Livorno tworząc nowy klub US Livorno.

## Sukcesy

### Trofea międzynarodowe
Nie uczestniczył w rozgrywkach europejskich (stan na 31-12-2016).

### Trofea krajowe
| \| \| Zdobyte trofea w rozgrywkach Włoch (stan na: 31-05-2017) \| |                                                          |      |                                      |
| Rozgrywki                                                         | Osiągnięcie                                              | Razy | Sezon(y)                             |
| · Mistrzostwo                                                     | I miejsce                                                | 1    | 1912/13 (eliminacje Sezione toscana) |
| · Mistrzostwo                                                     | II miejsce                                               | 0    |                                      |
| · Mistrzostwo                                                     | III miejsce                                              | 1    | 1913/14 (eliminacje Sezione toscana) |
| · Puchar                                                          | zdobywca                                                 | 0    |                                      |
| · Puchar                                                          | finalista                                                | 0    |                                      |
| II liga                                                           | I miejsce                                                | 0    |                                      |
| II liga                                                           | II miejsce                                               | 0    |                                      |
| II liga                                                           | III miejsce                                              | 0    |                                      |
| Włochy                                                            | Zdobyte trofea w rozgrywkach Włoch (stan na: 31-05-2017) |      |                                      |

## Stadion
Klub rozgrywał swoje mecze domowe na boisku Poligono di Tiro Bastia w Livorno. Wcześniej występował na boisku Villa Fabbricotti.